# Justus Czaja
Justus Czaja (* 1998 in Berlin) ist ein deutscher Schauspieler.

## Leben
Justus Czaja stand als Jugendlicher im Alter von 14 Jahren erstmals vor der Kamera. Sein TV-Debüt hatte er in der 8-teiligen deutschen Fernsehserie Doc meets Dorf, die 2013 auf RTL erstausgestrahlt wurde. Czaja spielte außerdem in mehreren Folgen der Jugend-Krimiserie Binny und der Geist mit. In der satirischen Webserie #zurheiterenhenne über den Ausbau des Breitband-Internets im ländlichen Thüringen war er Partner und Gegenspieler des Schauspielers, Kabarettisten und „Erfurter Originals“ Ulf Annel. In der TV-Reihe Der Zürich-Krimi (Erstausstrahlung: Februar 2019) spielte Czaja den jungen Julian, der die Anwältin Dominique Kuster (Ina Paule Klink) um Hilfe bittet, aber kurz vor seinem Kanzleibesuch zu Tode kommt.
In der deutschen Fernsehserie Wir sind jetzt, die ab Mai 2019 auf RTL II erstmals im Fernsehen ausgestrahlt wurde, gehört Czaja neben den Darstellern Lisa-Marie Koroll (Laura) und Gustav Schmidt (Daniel) zur Hauptbesetzung. Er verkörpert Olli, den Freund der 17-jährigen Laura, der aufgrund seines guten Aussehens ein „echter Mädchenschwarm“ ist. Die Serie enthielt auch eine Sexszene zwischen Czaja und Koroll, die für Aufsehen sorgte.
In der 16. Staffel der ZDF-Serie SOKO Wismar (Erstausstrahlung: Oktober 2019) übernahm er eine der Episodenrollen als Freund einer jungen Leistungssportlerin. Im Münsteraner Tatort: Lakritz (Erstausstrahlung: November 2019) war Czaja in einer Nebenrolle als junger Bernhard, Boernes Peiniger aus der Jugendzeit, zu sehen. In der 11. Staffel der ZDF-Serie SOKO Stuttgart (Erstausstrahlung: November 2019) hatte er eine der Episodenrollen als tatverdächtiger Abiturient, der in den „Abi-Krieg“ zweier Stuttgarter Gymnasien verwickelt ist. Im 4. Teil der Verfilmungen der „Familie-Bundschuh“-Bücher von Andrea Sawatzki, Familie Bundschuh – Wir machen Abitur (Erstausstrahlung: Dezember 2019) verkörperte Czaja den Abiturienten Frederik, den Schwarm von Tochter Ricarda aus der Theater-AG. In der ZDF-Krimiserie Blutige Anfänger (2020) übernahm er eine der Episodenrollen als beim Vater lebender, tatverdächtiger Sohn einer ermordeten Immobilienanwältin. In dem Märchenfilm Das Märchen vom goldenen Taler (2020) aus der ARD-Filmreihe Sechs auf einen Streich verkörperte er eine Doppelrolle als sommersprossiger Wicht „Putzmännchen“ und als in seine menschliche Gestalt zurückverwandelter Junge Stefan. Im 8. Film der TV-Reihe Der Ranger – Paradies Heimat, Der Ranger – Paradies Heimat: Zusammenhalt, der im Februar 2022 auf Das Erste erstausgestrahlt wurde, verkörperte Czaja den jüngeren Bruder einer jungen Falknerin, der sich bei seinem Einsatz als Aushilfsranger schwer verletzt und gelähmt bleiben könnte. In der 25. Staffel der TV-Serie In aller Freundschaft (2022) spielte Czaja in einer Episodenhauptrolle den Studenten Moritz Weber, den Sohn der Serienhauptfigur Prof. Dr. Maria Weber (Annett Renneberg).
Justus Czaja spielt Klavier und Handball und lebt in Berlin. Er studiert an der Filmschauspielschule Berlin.

## Filmografie (Auswahl)
- 2013: Doc meets Dorf: Aufgeben ist was für Pussies (Fernsehserie, eine Folge)
- 2014; 2016: Binny und der Geist (Fernsehserie)
- 2015: Mila (Fernsehserie)
- 2018: #zurheiterenhenne (Webserie, neun Folgen)
- 2018: Nachtschwestern: Neuanfang (Fernsehserie, eine Folge)
- 2019: Der Zürich-Krimi: Borchert und die mörderische Gier (Fernsehreihe)
- seit 2019: Wir sind jetzt (Fernsehserie)
- 2019: SOKO Wismar: Die Konkurrentinnen (Fernsehserie, eine Folge)
- 2019: Tatort: Lakritz (Fernsehreihe)
- 2019: SOKO Stuttgart: Abi-Krieg (Fernsehserie, eine Folge)
- 2019: Familie Bundschuh – Wir machen Abitur (Fernsehreihe)
- 2020: Blutige Anfänger: Abserviert (Fernsehserie, eine Folge)
- 2020: Das Märchen vom goldenen Taler (Fernsehfilm)
- 2022: Der Ranger – Paradies Heimat: Zusammenhalt (Fernsehreihe)
- 2022: In aller Freundschaft : Vergangenheit und Zukunft (Fernsehserie, eine Folge)
- 2023: WaPo Elbe: Gegen den Strom (Fernsehserie, eine Folge)
- 2023: Die Bergretter: Schamlos (Fernsehserie, eine Folge)
- 2024: Praxis mit Meerblick – Geheimnisse (Fernsehreihe)
- 2025: Einspruch, Schatz! – Schwesterherz (Fernsehreihe)